# Neobisium martae
Espèce
Synonymes
- Obisium martae Menozzi, 1920
- Neobisium lombardicum Beier, 1934
- Neobisium lombardicum emiliae Beier, 1963

Neobisium martae est une espèce de pseudoscorpions de la famille des Neobisiidae.

## Distribution
Cette espèce est endémique d'Italie. Elle se rencontre en Émilie-Romagne, en Lombardie et au Trentin-Haut-Adige.

## Liste des sous-espèces
Selon Pseudoscorpions of the World (version 3.0) :
- Neobisium martae lombardicum Beier, 1934
- Neobisium martae martae (Menozzi, 1920)

## Systématique et taxinomie
Cette espèce a été décrite sous le protonyme Obisium martae par Menozzi en 1920. Elle est placée dans le genre Neobisium par Beier en 1932. Elle est considérée comme sous-espèce de Neobisium lombardicum par Beier en 1963.
La sous-espèce a été décrite sous le protonyme Neobisium lombardicum par Beier en 1934.
Neobisium lombardicum emiliae est placée en synonymie par Harvey en 1991.

## Publications originales
- Menozzi, 1920 : Nota complementare alla topografia e alla fauna della grotta di S. Maria M. sul monte Vallestra. Atti della Società dei Naturaliste e Matematici, Modena, sér. 5, vol. 5, p. 70-74.
- Beier, 1934 : Neue cavernicole und subterrane Pseudoscorpione. Mitteilungen über Höhlen- und Karstforschung, vol. 1934, p. 53-59.